# 安杰伊·格鲁巴

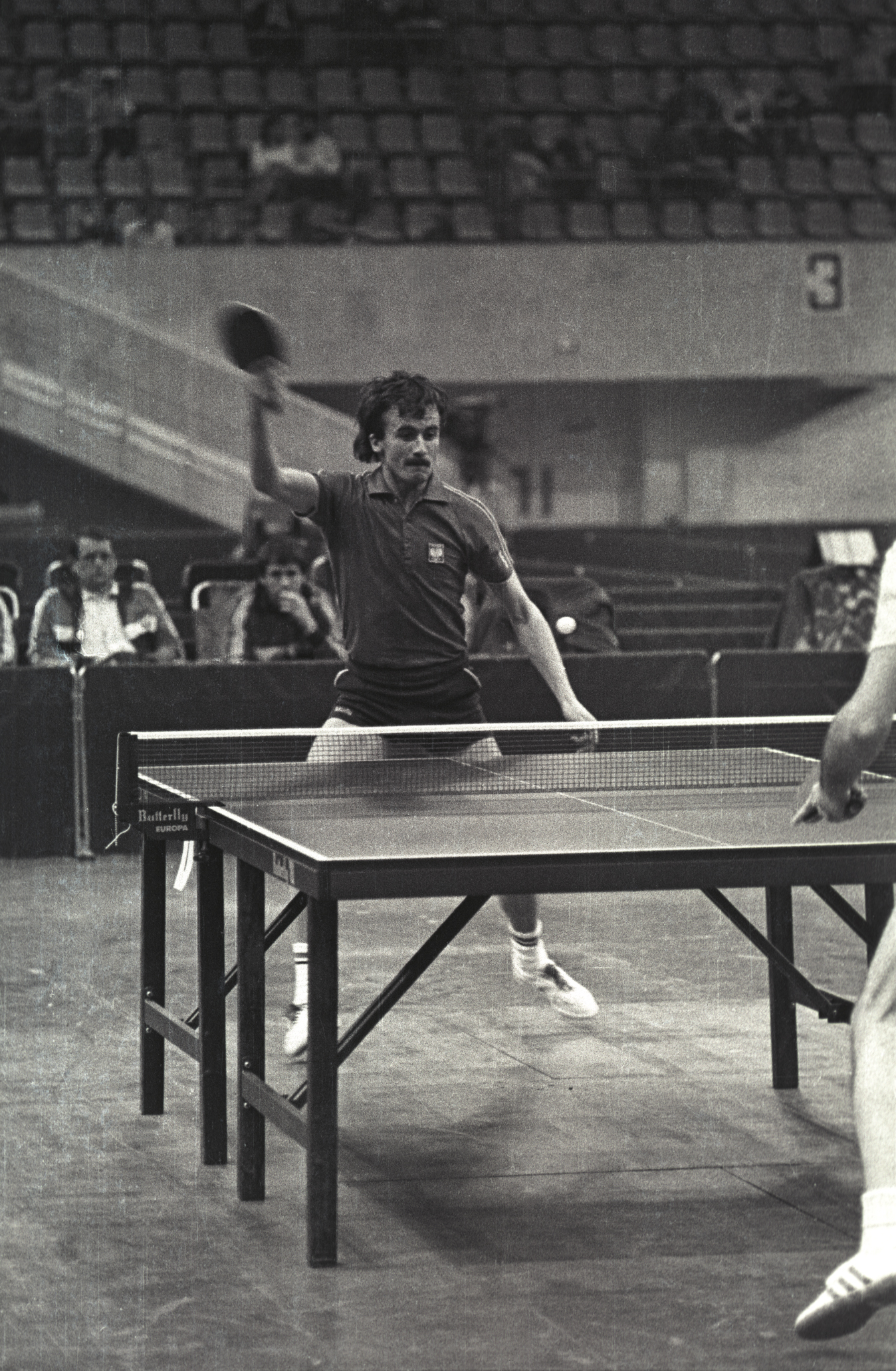
安杰伊·格鲁巴

安杰伊·格鲁巴（波蘭語：Andrzej Stanisław Grubba，1958年5月14日—2005年7月21日），波兰男子乒乓球运动员。格鲁巴是右手横握球拍，两面弧圈球打法。
格鲁巴是迄今为止波兰最成功的乒乓球运动员，曾26次夺得波兰全国冠军。在世界乒乓球锦标赛（世乒赛）上，格鲁巴曾经先后三次获得铜牌：1985年男子团体，1987年男子双打、1989年男子单打。1988年，他在第9届世界杯乒乓球赛上击败陈龙灿获得男单冠军，是其职业生涯的顶峰。格鲁巴曾代表波兰参加75次国际比赛，包括3次奥运会。
格鲁巴于1998年退役，其后担任波兰乒协训练部主任和国际乒乓球联合会委员。2005年因患癌症在家中去世。